# بلدرچین بیشه‌ای صخره
بلدرچین بیشه‌ای صخره (نام علمی: Perdicula argoondah) نام یک گونه از سرده بلدرچین‌های بیشه‌ای است.